# Raphiocarpus
Raphiocarpus é um género botânico pertencente à família Gesneriaceae.

## Espécies
| - Raphiocarpus annamensis - Raphiocarpus asper - Raphiocarpus aureus - Raphiocarpus begoniifolius - Raphiocarpus clemensiae - Raphiocarpus evrardii | - Raphiocarpus longipedunculatus - Raphiocarpus macrosiphon - Raphiocarpus petelotii - Raphiocarpus sesquifolius - Raphiocarpus sinicus |